# 뉴스타운
《뉴스타운》(Newstown)은 대한민국의 극우 성향 인터넷 뉴스이다. "원조 대한민국 수호자"라는 슬로건을 내걸고 있다. 본사는 서울특별시 노원구 동일로 174길 7(공릉동) HS빌딩 101호에 있다. 1998년 7월에 창설된 네티즌프레스센터가 전신이며 2000년 1월 10일에 창간되었다. 자매 신문으로는 의약 전문 인터넷 신문인 《메디팜뉴스》(Medipharmnews, 2004년 창간)가 있다.
2016년부터 2017년 사이에 일어난 박근혜 대통령 탄핵 반대 시위 과정에서는 박사모 등이 주축인 대통령 탄핵무효 국민저항총궐기 운동본부(탄기국) 집회 참여를 독려했다. 또한 5·18 광주 민주화 운동을 폭동이라고 강력히 주장하는 기사를 게재했다.
2017년 8월, 대법원에서 최종적으로 명예훼손을 인정하고 지만원과 뉴스타운이 재단과 5.18 유족 측에게 8200만원을 배상하라고 판결하였다. 그러나 배상금을 지급하지 않아 논란이 되었는데, 이후 5.18 기념재단이 지 씨와 뉴스타운에 대해 압류 절차를 진행하자 2019년 2월, 배상금을 깎아달라고 요구했으나 거절당하자 결국 지 씨와 함께 2019년 5월 22일 1억 800만원을 재단측에 지급하였다.
2020년에는 뉴스타운 대표이자 손상대의 동생인 손상윤이 지만원의 시스템클럽 출신 인사들과 함께 우익 성향을 표방한 정당인 자유당을 창당했다. 포털 뉴스제휴평가위원회는 2020년 11월 13일에 열린 회의를 통해 뉴스타운이 제휴 규정 위반에 따른 벌점 누적, 재평가 기준 점수 미달로 인하여 네이버, 다음을 비롯한 포털 사이트에서 퇴출되었다고 밝혔다. 또한 2020년 7월에는 뉴스타운의 공식 유튜브 채널이 유해 또는 증오성 콘텐츠를 이유로 광고 등 수익 창출 정지 처분을 받았고, 2021년 10월에는 유튜브 커뮤니티 가이드라인 위반을 이유로 폐쇄되었다.